# Pfarrkirche Bürmoos

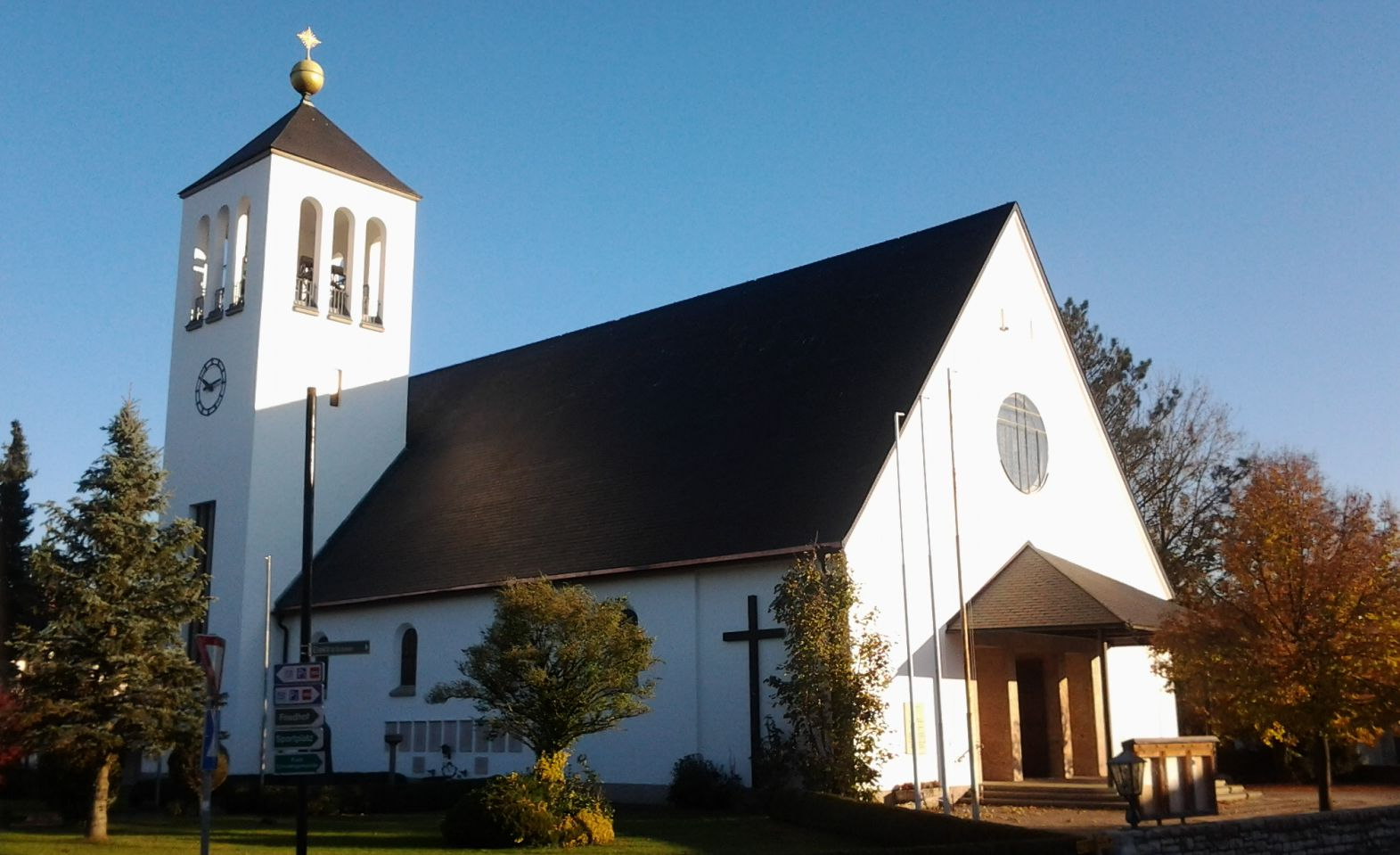
Katholische Pfarrkirche hl. Josef der Arbeiter in Bürmoos

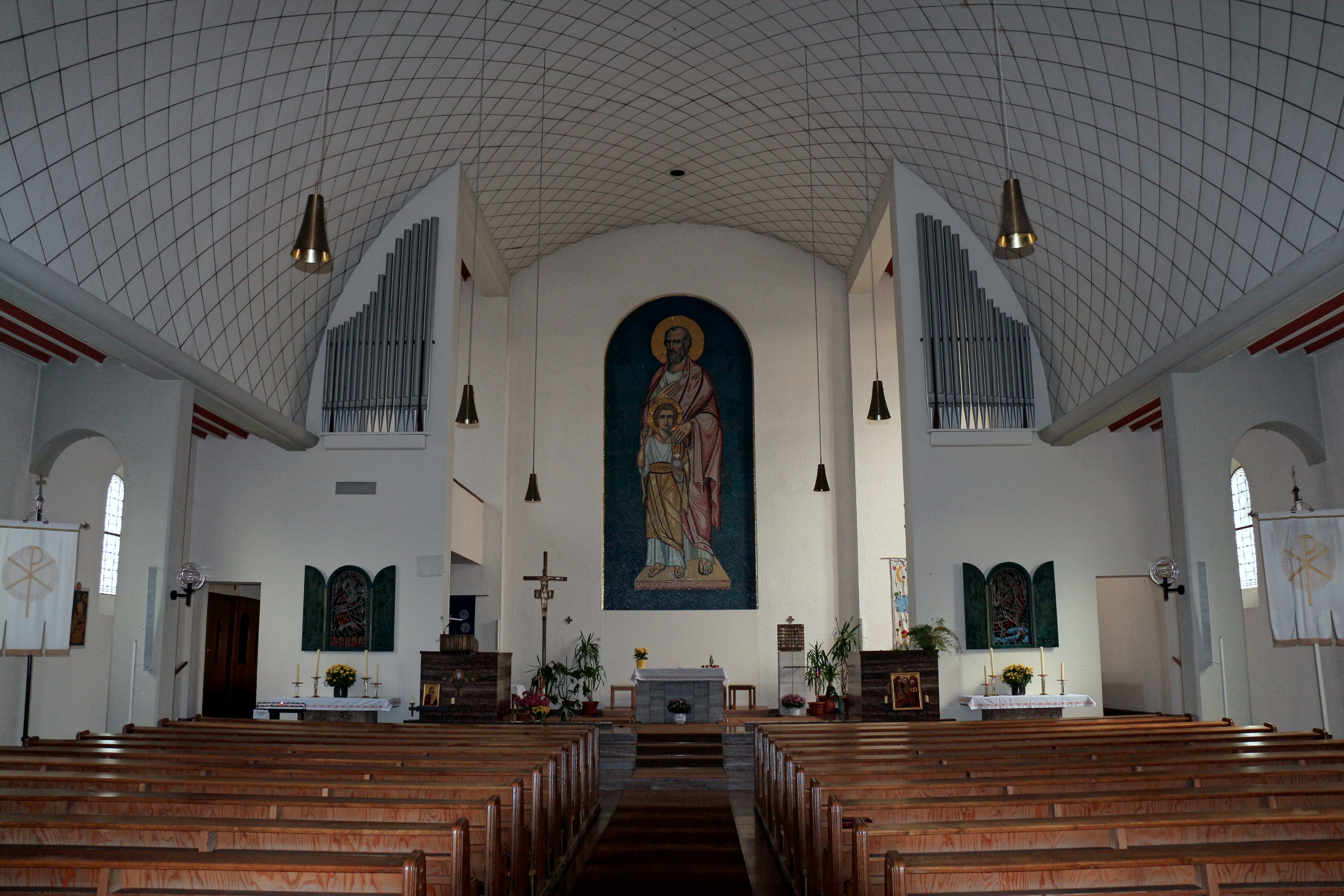
Langhaus, Blick zum Altarraum

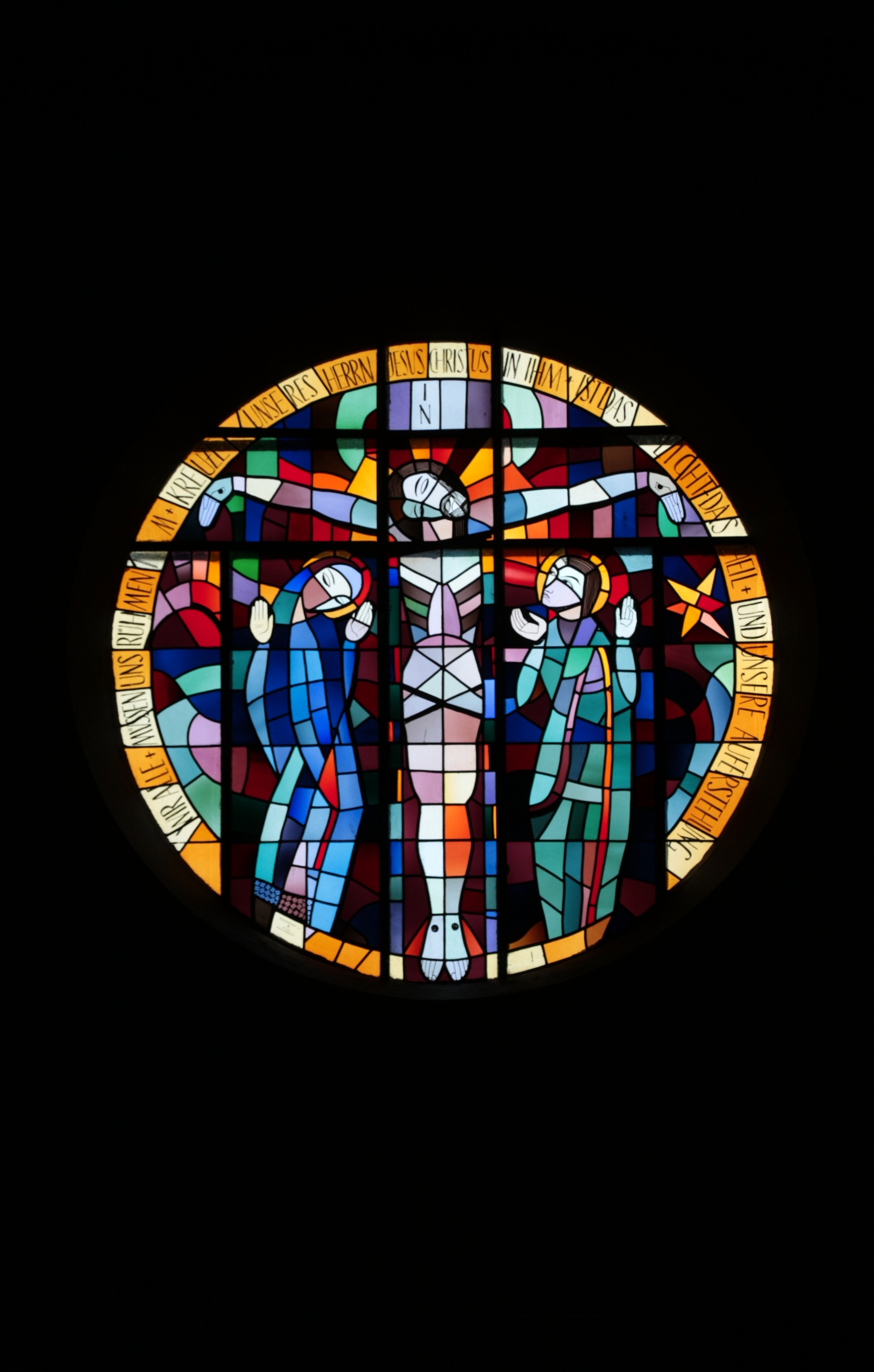
Glasmosaikfenster über der Orgelempore

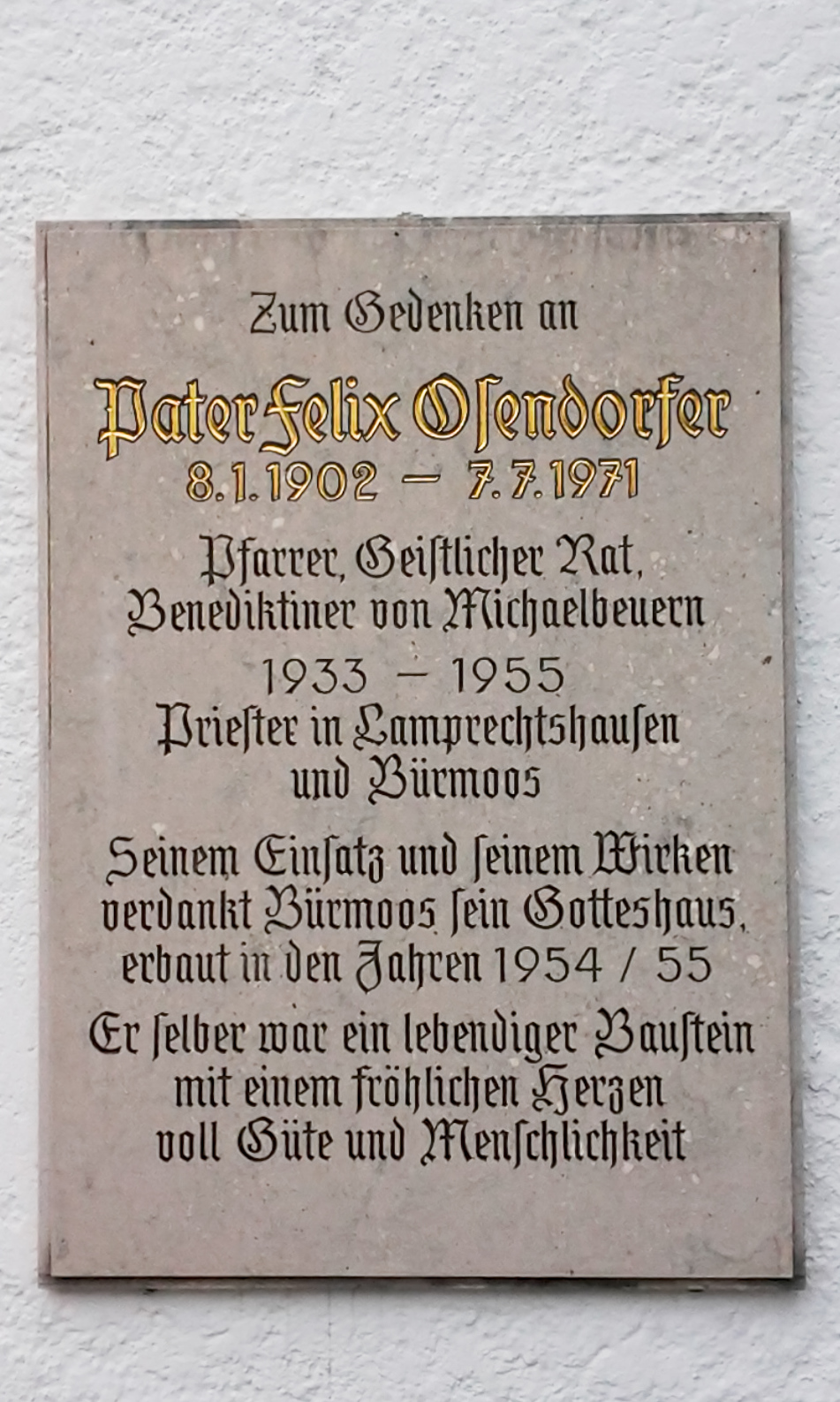
Gedenktafel für Pater Felix Osendorfer

Die römisch-katholische Pfarrkirche Bürmoos steht in der Gemeinde Bürmoos im Norden vom Land Salzburg. Die dem Patrozinium hl. Josef der Arbeiter unterstellte Pfarrkirche gehört zum Dekanat St. Georgen in der Erzdiözese Salzburg.

## Geschichte
Aufgrund des Bevölkerungszuzugs, der auf die Glasindustrie in Bürmoos zurückzuführen ist, wurde bereits 1931 in der ehemaligen Glasfabrik eine Notkirche errichtet. Nach dem Ende des Zweiten Weltkriegs wurden für einige Jahre Messen in einer Holzbaracke, später in einem anderen Gebäude abgehalten.
Dem in der Bevölkerung immer lauter werdenden Wunsch nach einer eigenen Kirche entsprechend, setzte sich der damalige Seelsorger, der der Benediktinerabtei Michaelbeuern angehörige Pater Felix Osendorfer, vehement für die Errichtung einer Pfarre Bürmoos und den Bau einer eigenen Pfarrkirche ein. Eine solche wurde schließlich 1955 bis 1956 nach Plänen von Architekt Franz Windhager errichtet (Grundsteinlegung am 3. April 1955, Turmkreuzsteckung am 23. Oktober 1955).
Um die Zeit des Kirchenbaus kam es zu einem örtlichen Eklat. Der in der Bevölkerung weithin beliebte Pater Felix wurde von der Erzdiözese Salzburg entgegen den Wünschen und Erwartungen nicht als Pfarrer eingesetzt und in eine niederösterreichische Pfarre versetzt. Begründet wurde die Entscheidung mit dem Umstand, dass ein Angehöriger eines Benediktinerstifts rechtlich nicht als Pfarrer einer Weltkirche fungieren könne. Es wird jedoch die Ansicht kolportiert, dass der wahre Grund im besonders weltoffenen und liberalen Wesen des Paters gelegen sei, wogegen konservative Kreise schon längere Zeit beim Erzbischof Klage geführt haben. Die örtliche Bevölkerung gab ihren Unmut über die Entscheidung der Erzdiözese unter anderem durch einen Boykott des Einweihungsgottesdienstes Ausdruck, bei dem letztlich nur sechzehn Personen anwesend waren. In der Tat bat ein Vertreter der Erzdiözese bei der Feier „60 Jahre Pfarrkirche Bürmoos“ am 25. September 2016 um Vergebung für das damals der Bevölkerung zugefügte Leid.
Eingeweiht wurde die Kirche am 12. August 1956. Als Schutzpatron wurde der hl. Josef von Nazaret gewählt in Hinblick auf dessen handwerklichen Beruf als Zimmermann oder Bauhandwerker. Er soll damit für die Arbeiterschaft des neu entstandenen Bürmoos stehen.
Bürmoos wurde am 8. November 1959 zur Pfarre erhoben. Die Grenzen der Pfarrgemeinde wurden 1967 auch zu den Grenzen der erst in diesem Jahr gegründeten politischen Gemeinde Bürmoos.
Kirche und Pfarrhof wurden in den Jahren 1977 bis 1979 renoviert.

## Architektur
Die Pfarrkirche ist ein moderner Saalbau mit Gewölbe und eingezogenem Chor. Baulich direkt angeschlossen an die Kirche ist der Pfarrhof.

## Einrichtung
Bis zur Renovierung 1977/1979 befand sich in der Kirche ein Hochaltar aus Adneter Marmor, der abgebaut und durch den jetzigen Volksaltar ersetzt wurde.
Das Altarbild, ein Mosaik, das den hl. Josef und den jungen Jesus darstellt, stammt von dem aus Russland emigrierten Künstler Nikolaus von Meyendorff. Über der Orgelempore gibt es ein Glasmosaikfenster eines ungenannten Künstlers, das den gekreuzigten Heiland zeigt.
Seit 2015 befindet sich in der Kirche eine Pfeifenorgel mit zehn Registern, die 1981 vom Salzburger Fritz Mertel für die Abtei Frauenwörth/Frauenchiemsee erbaut wurde und von der Orgelbaufirma Piringer nach Bürmoos übertragen wurde.

## Denkmäler
- Gedenktafel an Pater Felix Osendorfer (1902–1971)
- Kriegerdenkmal